# James J. Gross
James J. Gross ist ein US-amerikanischer Psychologe und Hochschullehrer an der Stanford University, der vor allem für seine umfangreiche Forschung zur Emotionsregulation bekannt ist. 

## Leben und Werk
James J. Gross studierte Psychologie und Philosophie an der Yale University. 1993 promovierte er in klinischer Psychologie an der University of California, Berkeley. Seit 1994 ist er Hochschullehrer an der Stanford University, seit 2009 ordentlicher Professor ebenda.
Er ist Direktor des Stanford Psychophysiology Laboratory, an dem psychophysiologische Forschung zum Thema Emotionen und Emotionsregulation durchgeführt wird.

## Auszeichnungen
- 2022: Mitglied der American Academy of Arts and Sciences
- 2025: Grawemeyer Award in Psychologie

## Schriften (Auswahl)
- Gross, J.J. (Hrsg.): Handbook of emotion regulation. New York, NY: Guilford Press, 2007.
- Gross, James J.: The emerging field of emotion regulation: An integrative review. Review of general psychology 2.3 (1998): 271-299.
- Ochsner, Kevin N., and James J. Gross: The cognitive control of emotion. Trends in cognitive sciences 9.5 (2005): 242-249.
- Pinus, M., Cao, Y., Halperin, E., Coman, A., Gross, J. J., & Goldenberg, A. (2025): Emotion regulation contagion drives reduction in negative intergroup emotions. Nature Communications, 16(1), 1387.